# Frasne-les-Meulières
Frasne-les-Meulières ist eine französische Gemeinde im Département Jura in der Region Bourgogne-Franche-Comté. Sie gehört zum Arrondissement Dole und zum Kanton Authume.

## Geografie
Frasne-les-Meulières liegt rund 16 Kilometer nördlich von Dole und grenzt im Nordwesten an Pointre,  im Nordosten an Montmirey-la-Ville, im Osten an Moissey, im Süden an Menotey und Chevigny sowie im Westen an Peintre.

## Bevölkerungsentwicklung
| Jahr                       | 1962 | 1968 | 1975 | 1982 | 1990 | 1999 | 2006 | 2017 |
| -------------------------- | ---- | ---- | ---- | ---- | ---- | ---- | ---- | ---- |
| Einwohner                  | 94   | 91   | 92   | 110  | 96   | 119  | 121  | 119  |
| Quellen: Cassini und INSEE |      |      |      |      |      |      |      |      |

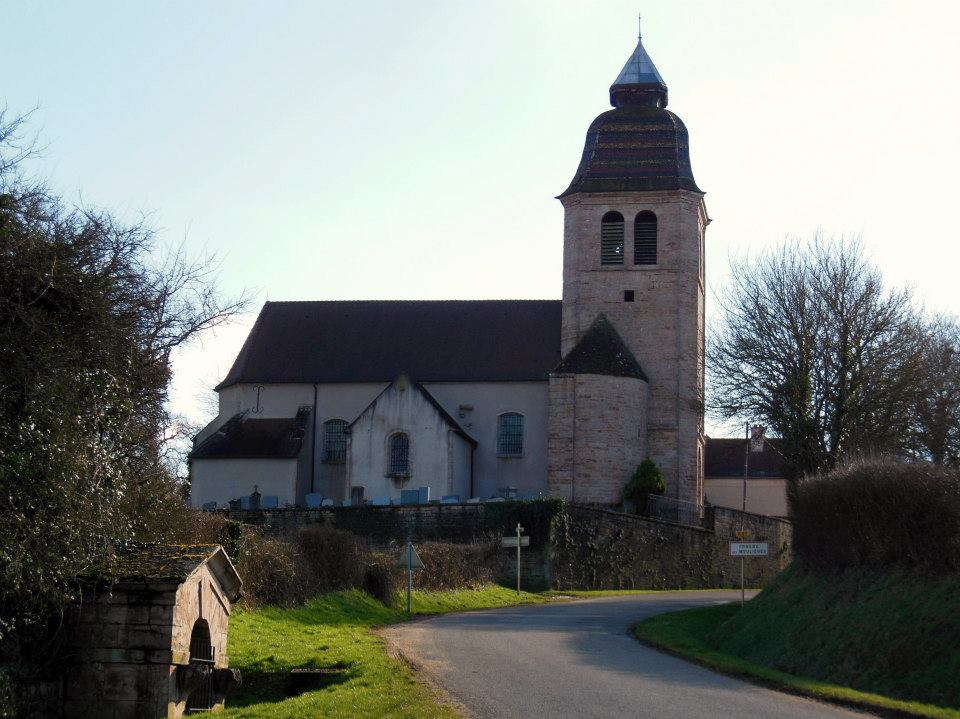
Kirche Saint-Michel (erbaut 16.–18. Jahrhundert)
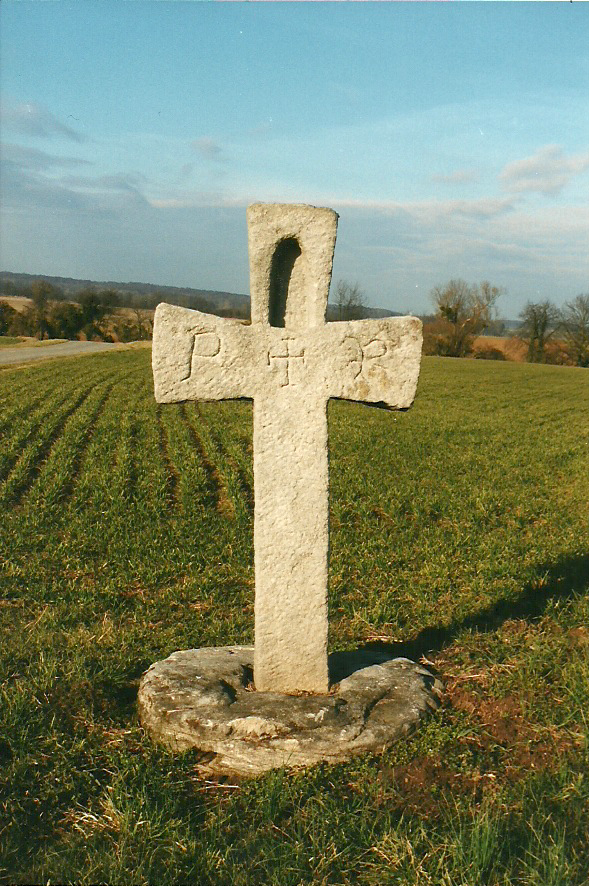
Croix-pattée
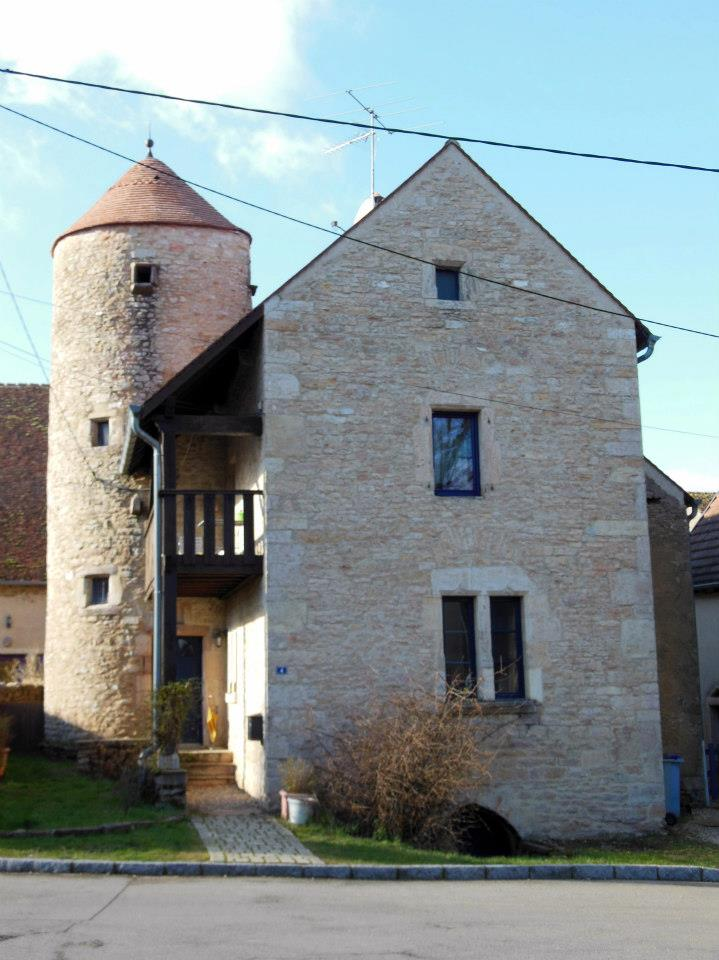
Turmhaus „Maison à tourelle“
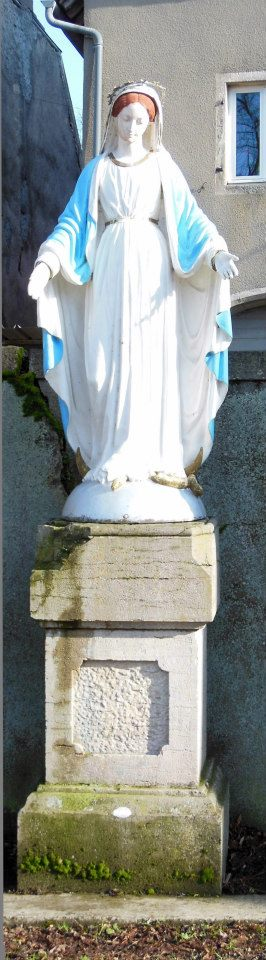
Statue „Sainte-Vierge“
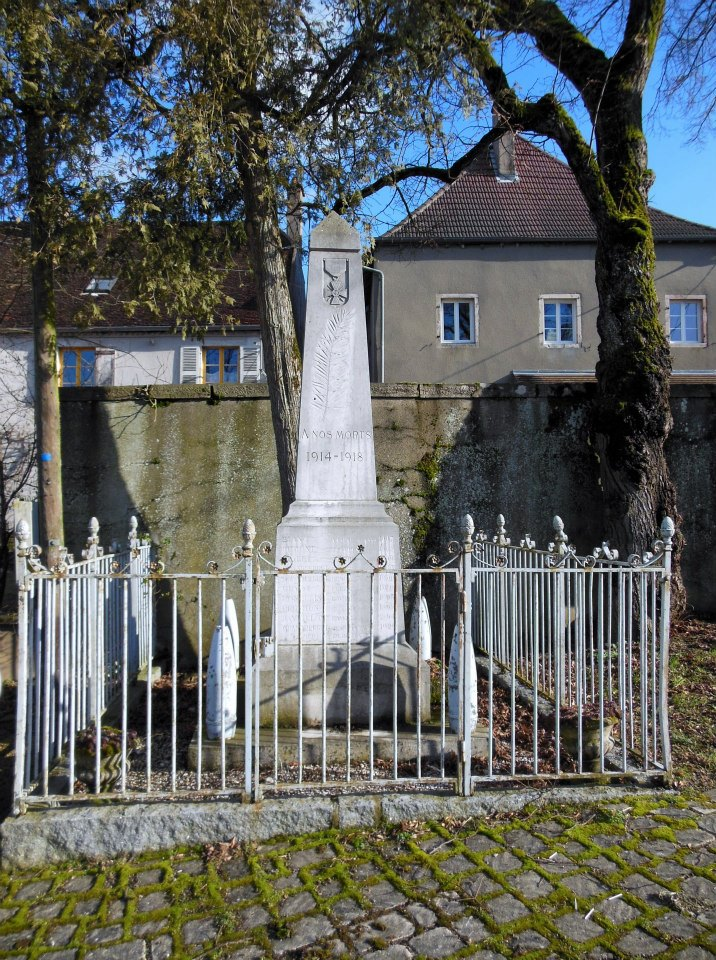
Kriegerdenkmal